# Ludwig Hosch
Hermann Gottfried Ludwig Hosch (* 20. November 1859 in Schneidlingen; † 7. Juni 1930 in Jessen) war evangelischer Pfarrer.
Hosch besuchte Schulen in Halle (Saale) (in den Franckeschen Stiftungen), Langensalza und Mühlhausen/Thüringen. Von 1880 bis 1883 studierte er Evangelische Theologie an der Universität Halle und besuchte anschließend das Predigerseminar in Wittenberg. Nach der Ordination 1886 erhielt er 1887 seine erste Pfarrstelle in Schönewalde. 1895 zum Oberpfarrer an der Kirche St. Nicolai in Jessen (Elster) berufen, trat er 1896 sein Amt an und wirkte hier für fast 24 Jahre. 1919 übernahm Hosch das Amt des Propstes und Superintendenten im benachbarten Schlieben. Als 1928 mehrere kleine Kirchenkreise zum Kirchenkreis Jessen vereinigt wurden (inzwischen im Evangelischen Kirchenkreis Wittenberg aufgegangen), kehrte Hosch als Superintendent des Kirchenkreises nach Jessen zurück und wirkte hier bis zu seinem Ruhestand 1930. Zwei Monate später starb er. 
Hosch ist vor allem bekannt dadurch, dass er anlässlich des 75. Jubiläums des Jessener Schul- und Heimatfestes 1913 den Text zum Jessener Heimatlied Am Fuße sanfter Berge liegt... dichtete, der zur Melodie des alten Studentenliedes O alte Burschenherrlichkeit gesungen wird. Daneben engagierte er sich vor allem für die kirchliche Jugendarbeit und war im Vereinsleben des Ortes stark engagiert. Die Ludwig-Hosch-Straße ist nach ihm benannt.